# Thermolumineszenzdosimeter

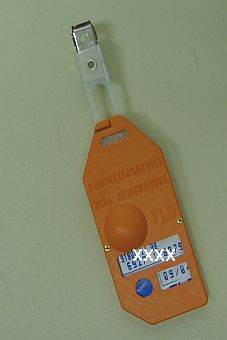
Thermolumineszenzdosimeter

Ein Thermolumineszenzdosimeter (TLD) ist ein Dosimeter, welches zur Messung ionisierender Strahlung genutzt werden kann.
Neben der Altersbestimmung in der Archäologie wird die Thermolumineszenzdosimetrie vor allem in der Strahlentherapie verwendet, wobei sie auch bei Strahlenschutzmessungen immer mehr an Bedeutung gewinnt. Dabei werden Eigenschaften, wie die hohe Strahlungsempfindlichkeit, der relativ große Messbereich und die hohe Energieunabhängigkeit, das geringe Fading und somit die sehr lange Speicherkapazität, wie auch die kleinen geometrischen Ausmaße, genutzt.
Nachdem ein zur Thermolumineszenz fähiges Material über einen bestimmten Zeitraum ionisierender Strahlung ausgesetzt war, sendet es unter thermischer Energiezufuhr Elektromagnetische Wellen im Bereich des sichtbaren Lichts aus. Die ausgestrahlte Lichtmenge ist direkt proportional zur absorbierten Energie. Da es sich bei der Thermolumineszenzdosimetrie um ein relatives Messverfahren handelt, ist zum Erreichen von absoluten Werten eine relativ aufwendige Kalibrierung notwendig.
Es eignen sich prinzipiell sehr viele Materialien für Thermolumineszenzverfahren, wie Lithiumfluorid, mangan-aktives Calciumsulfat oder Calciumfluorid, natürlicher Flussspat, Lithiumborat oder Berylliumoxid.
1950 wurde Lithiumfluorid in den USA von Daniels für die Festkörperdosimetrie vorgeschlagen. Es wurden die vielfältigsten Anwendungsgebiete für diese Dosimetergeneration erschlossen, wie beispielsweise die Datierung von Keramiken in der Kunstgeschichte, die Erforschung des Mondes oder der Nachweis eventueller vulkanischer Aktivität.
Die Hauptposition unter den TLD-Materialien nimmt das mit Magnesium und Titan dotierte Lithiumfluorid ein. Dies ergibt sich aus der langjährigen Erfahrung der Dosisbestimmung mit diesem Detektorsystem und dem hohen Entwicklungsstand, der Messungen mit einer hohen Präzision ermöglicht. Eine weitere Verbesserung des Materials konnte durch andere Dotierungen erreicht werden. So konnte man bei mit Magnesium, Kupfer und Phosphor dotiertem Lithiumfluorid eine weitere Empfindlichkeitssteigerung beobachten. Dieses Material wurde 1978 in der Volksrepublik China zuerst in Pulverform entwickelt. 1986 wurde es in fester Form untersucht, und erst 1992 in Washington auf dem 10. Kongress der Festkörperdosimetrie vorgestellt.
Durch den Vergleich des Signals verschiedener LiF-TLDs, bei denen eines mit Lithium-6 angereichert wurde (TLD-600) und das andere eine verringerte Lithium-6-Konzentration aufweist (TLD-700), kann man die Dosis thermischer Neutronen abschätzen, da nur Li-6 Neutronen einfängt und dann unter Alphastrahlung in Tritium zerfällt (n,α-Kernreaktion). Die Alphateilchen ionisieren dann entlang ihrer Teilchenspur den Detektor.